# 班田制
班田制又稱班田収授法，是日本飛鳥時代至平安时代的律令制制度之一，係效法中國同時期的均田制而設。

## 概要
班田制效法中國同時期的均田制而設，即国家拥有土地、调查户籍，根据户籍资料授予土地使用权。该制度在7世纪后期（飞鸟时代后期）出现，10世纪初（平安时代初期）停止实施

## 开端
班田制首見於646年大化改新下頒布的改新之詔，但一般認為首次實施是在670年日本制定最初的全國戶籍--庚午年籍，或689年頒布飛鳥淨御原令時。班田制实施之后公地公民制形成，部民制则因此废除。

## 实施
班田原则上每6年实施一次，日本当时每6年调查一次户籍，调查的翌年10月于京城或国衙将结果制作成册，与上一次调查结果比对，并报告中央的太政官，最迟于再翌年2月底新增人口可获得土地，减少人口则收回土地。
另外班田制規定土地國有，六歲以上之公民，男子每人授田十一公亩，女子則為男子的三分之二，謂「口分田」，官員依等級和职位另有授田，称为“位田”和“職田”，至於官奴婢與私奴婢亦各有授田。每六年一班，未及班而死亡者，田地歸公，既班者，田地終身受用，並負擔租庸調，死後官府收回土地。

### 唐日制度差异
唐朝的均田制，是每三年进行一次户籍登记（称为“造籍”），不过户籍登记与土地登记两者是分开的。其中，土地的分配在每年进行“計帳”（赋役台账）编制同时进行。此外，唐代均田制的前提是将户口成员与土地统一为一个经营单位--“户”。因此，实际的土地分配是以“户”为单位进行土地调整的。同时，土地分配的具体操作是由地方的县令执行的，仅在州一级出现多余土地的情况下，才需上报中央（尚书省）以请求裁定。
日本的班田制，虽然是在中国均田制影响下实行的制度，但二者在制度机制上存在明显差异。日本的班田制中，每六年实施一次，是结合户口登记（造籍）与土地分配（班田）的统一作业，班田的实施依赖于户籍的内容。也就是说，土地分配的“収授”只是班田程序中的一环。而所谓“户”，也是通过造籍与班田形成的结果性组织。更重要的是，日本的班田制强调中央政府的主导。实施班田前，地方政府需向中央（太政官）申请，并提交“校田帐”（土地清册）与“授口帐”（分配清册），这些文件需经过民部省的核对（勘会）后，由太政官发出“班符”（即太政官符）来授权班田实施，显示出中央对班田制的强控制力。

## 废止
由於班田制伴隨的租庸調繁重，導致逃亡、偽造戶籍嚴重。另外人口增加导致可分配土地减少，加上三世一身法、墾田永年私財法实施后貴族、寺社逐漸掌握大量土地，使土地私有化，並招徠人民依附。9世纪后期桓武天皇曾经将班田由六年一次改为十二年一次，试图减少班田土地消耗，但在902年最後一次班田之後，該制度便不再實施。此后日本土地制度進入莊園公領制時代，原本授予人民的土地变为私有地，其中继续向朝廷缴纳税赋的称为“国衙领”或“公領”，不向朝廷纳税的贵族、寺社土地则称为“莊園”。